# 科諾佩爾湖
58°49′31″N 28°37′42″E / 58.8254014°N 28.6283529°E
科諾佩爾湖（俄语：Конопер），是俄羅斯的湖泊，位於該國西北部，由普斯科夫州負責管轄，處於普柳薩區，面積0.13平方公里，集水區面積1.68平方公里，平均水深2.1米，最大水深4米。